# جاك فريسكو
جاك فريسكو (ولد في 13 مارس 1916)، هو مهندس إنشائي ومصمم معماري، وفيلسوف علمي وفنان ومعلم وعالم مستقبليات ومتعلم ذاتي. مجالات اهتماماته متعددة تشمل فروعاً في الفلسفة، والعلوم، والعمارة والهندسة. كما كان يكتب ويُحاضر بشكل مكثف لنشر وجهات نظره في كثير من الموضوعات التي تغطي التصميمات الشاملة للمدن المكتفية (القائمة ذاتياً)، الموفرة للطاقة، والتي تعتمد بشكل أساسي على حسن إدارة الموارد الطبيعية، والتكنولوجيا، والأتمتة المتقدمة. كما تعتمد أيضاً على دور العلوم في المجتمع، والتركيز على الفوائد التي من الممكن أن يحققها التصميم.
أسّس فريسكو وصديقته في الدراسة روكسان ميدوز مشروع فينوس في فلوريدا وتولّيا إدارته. والذي يعمل حالياً على الارتقاء بشكل أساسي في التغيير في المنظومة المجتمعية من خلال تحقيق الاقتصاد العالمي القائم على الأتمتة التكنولوجية والمنهج العلمي، والمسمى الآن الاقتصاد القائم على الموارد (بالإنجليزية: Resource Based Economy).
في الثقافة المعاصرة، اشتهر جاك فريسكو من خلال ثلاثة أفلام وثائقية هي:
1. المستقبل من خلال التصميم (بالإنجليزية: Future By Design)
2. مضاف روح العصر (بالإنجليزية: Zeitgeist Addendum)، وروح العصر: التحرك إلى الأمام (بالإنجليزية: Zeitgeist Addendum Moving Forward)
3. مشروع فينوس أو الزُهرة (بالإنجليزية: Venus Project) الذي أصبح ملهماً للناشطين في جميع أنحاء العالم.

## حياته المُبَكِّرَة
ولد فريسكو في 13 مارس 1916 في حي صغير ببلدة بروكلين في مدينة نيويورك. فعندما كان طفلا، لم يكن لديه الاهتمام والرغبة بدراسة المواضيع التي تقدمُ لهُ في المدرسة، لذلك فقد توجه لكي يُعلم نفسه بنفسه، بإمضاء وقته في المكتبة. في هذا الوقت المبكر، كان فريسكو موهوبا في مجال التمثيل، وحصل على الجائزة الأولى في مسابقة الدراما المُنعقِدة في نيويورك. وقد استطاع فريسكو أن يمارس ويُحسِن قدرته الفنية والخاصة بالرسم والتلوين، وقضى فريسكو وقتًا مع رفاقه في مناقشة نظريات داروين، آينشتاين، والعلوم، والمستقبل على قمة سطح منزله في شارع 67 و20.
في حين عاشت الأغلبية في فقر خلال فترة الكساد العظيم، فقد طور فريسكو خلال هذا الوقت الحرج حساسيته وطموحه، ووظفه في خدمة المجتمع، ومستقبل البشرية.
لفترة قصيرة، وجد فريسكو مصلحته في المشاركة برابطة الشيوعيين الشباب حيث سبب هذا ضجة. وبعد مناقشة قصيرة وخلافات مع رئيس الجامعة، تم تعذيب فريسكو جسدياً. بعد ذلك، تحول انتباه فريسكو إلى التكنوقراطية.
خلال رحلاته التي قام بها شبابه، زار فلوريدا حيث بدأ حبه المناطق المدارية. وأصبحت من بعد تلك الزيارة هي المكان الأقرب إلى قلبه والذي سيرجع إليه مرة أخرى في فترة لاحقة من حياته.
في منتصف الثلاثينات، توجه غرباً إلى لوس أنجلوس، حيث بدأ حياته المهنية كمصمم للهياكل والإنشائات في كثير من المواقع والمجالات.

## المهنة

### صناعة الطائرات، بحار الجنوب

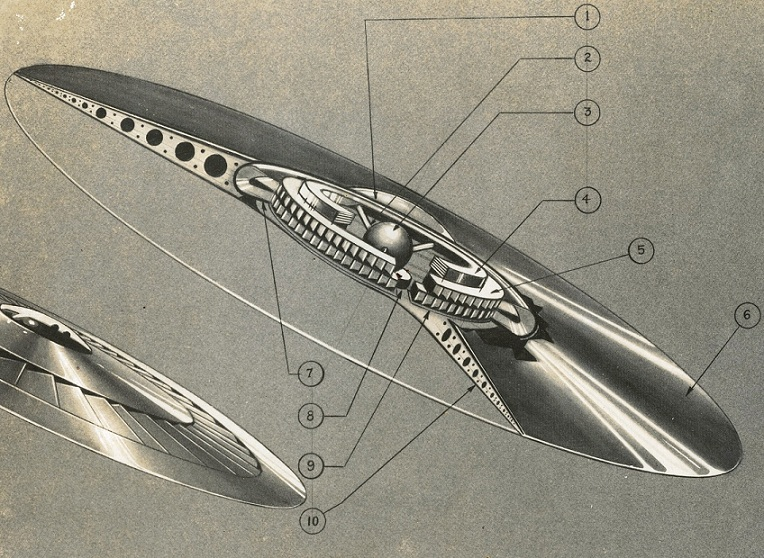
نموذج لطبق طائر

في ولاية كاليفورنيا، وجد فريسكو وظيفة في شركة طائرات دوغلاس  وذلك بعد تصميمه لعدة تصميمات للطائرات. استمر فريسكو طويلاً في اهتمامه بتصميم أجنحة الطائرات والأطباق الطائرة. حيث حاول أن يثير اهتمام صناعة الطائرات في أثناء جريان البناء التجريبي.
أخيراً، عرض فريسكو عدة تصميمات في عام 1938. لكنه رحل من شركة دوجلاس نتيجة لعدم موافقتهم على سبل الأمان في التصميم. وفي نهاية عام 1939 رحل إلى هاواي بعد عودته لكاليفورنيا اتخذ فريسكو محل إقامة في عدة مواقع في شاطئ هيرموسا وطول لوس أنجلوس. وفي هذه الأثناء استمر في تصميم عدة مشاريع لشركات مختلفة.

### القوات الجوية، حقل رايت
في عام 1942، تقدم فريسكو للتجنيد في الجيش. وأثناء ذلك، أخذ عدة مهام لوضع تصميمات تقنية في معامل التصميم بالقوات الجوية مثل حقل رايت ودايتون بأوهايو. وهناك، قدد استطاع فريسكو أن ينتج قرب الأربعين تصميم باليوم. ومن ضمن تصميمات فريسكو العديدة، تصميم جناح أحدب ومتغير يسمح للطيار بتحديد سُمكُه أثناء الإقلاع والطيران. وقد تلقى هذا التصميم براءة اختراع ثم أُعطى لسلاح الجو بالجيش.
بعد مزيداً من الصعوبات في حياة الجيش، تم تسريحه. فقد كان لدى فريسكو العديد من الأفكار الخاصة بالطيران والطائرات وأكسبه ذلك شهرة كبيرة في الصناعات المرتبطة بالطيران وذلك بكونه مخترعاً في سن العشرين.

### البيت المشهور

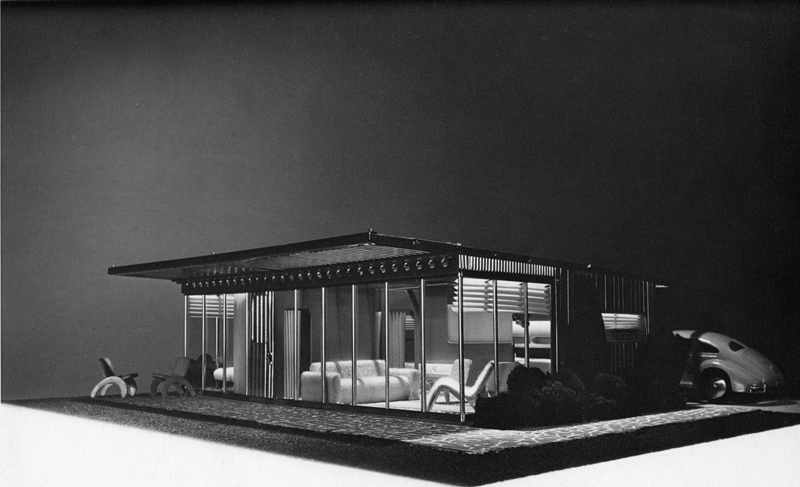
تريند هوم

في منتصف الأربعينات، تم تكليف فريسكو من قِبَل إيرل مونتز وميشيل شور بتصميم منزل حديث، مُحدًّث وقليل التكلفة. وكانت النتيجة هو ظهور أول مبنى مكون من الزجاج والألمونيوم، والذي أخذ اسم «البيت المشهور» أو (بالإنجليزية: Trend Home) على مساحة 930 قدم، كان هناك اثنى عشر تنوع واختيار لتنفيذ المبنى بواسطة 10 عمال وفي 8 ساعات فقط. كان لهذا التصميم عدة مميزات منها؛ أنه خفيف الوزن، متانته عالية، المادة المصنوعة منها طويلة الأمد، وقليلة التكلفة. حيث كانت القيمة الإجمالية لبناء هذا المنزل هو فقط 5200 دولار أمريكي. وكان لهذا التصميم أن يُقدم لأول مرة لفندق سفير (بالإنجليزية: Ambassador Hotel) في لوس أنجلوس عام 1947. تم عرض التصميم لأول مرة في صيف عام 1948 في استوديو وورنر بروزرس (بالإنجليزية: Warner Brothers) وقد جذب أكثر من 20,000 زائر. وقد تم التبرع بفائض الإيرادات لصالح جمعية الوقاية من مرض السرطان لبناء قطاع خاص لمستشفى جديدة. في السنوات القليلة التالية، اتجه البيت المشهور للصناعة بشكل ضخم واتُخِذ تحت رعاية الحكومة الأمريكية لكونه حل مناسب للجنود الراجعين من الحرب العالمية الثانية. بعد أكثر من عِقد من التغييرات للتصميم، اتُخِذ كنموذج وبيع وشُغِر. وذلك حتى عام 1962، عندما ظهر مشروع سكني كبير المُسمى بألومانور وتم بناؤه بنفس المكان، بلوس أنجلوس.

### تكنولوجيا ثلاثية الأبعاد
في عام 1949، كلف بعض منتجي هوليوود، جاك موس وإيرفن يرجن، جاك فريسكو لتطوير طرق عرض الصور وجعلها ثلاثية الأبعاد بدون استخدام عدسات العين
وكان المطلوب هو تطوير طرق العرض بالمسرح والتليفزيون المنزلي. فقام فريسكو بإجراء تعديلات بسيطة في طرق الإسقاط الضوئي وكانت قليلة التكلفة في ذلك الوقت. وقد ظهر لهذه التكنولوجيا تنبؤات وتوقعات بإمكانية استخدامها في واحدات أشعة إكس الطبية. وتم ظهورها بالفعل في صيف عام 1949 بكاليفورنيا.

### معامل الأبحاث العلمية
في أواخر الأربعينيات من القرن العشرين، أنشأ فريسكو منصب مدير مختبرات البحث العلمي في لوس أنجلوس. وهنا ألقى محاضرات عديدة، ودرّس التصميم الفني،  في الوقت نفسه، بحث وعمل في الاختراعات كمخترع مستقل ومستشار علمي. وخلال هذه الفترة، كافح فريسكو للحصول على تمويل لأبحاثه ، وواجه نكسات وصعوبات مالية عديدة. كان آخرها مغادرة فريسكو كاليفورنيا في عام 1955 بعد إزالة مختبره لبناء الطريق السريع الذهبي المملوك للدولة.

### الخيال العلمي، صناعة الأفلام
في أواخر أعوام فريسكو بلوس أنجلوس، عمل أيضاً كمصمم نماذج لأفلام الخيال العلمي. مثل العرض التليفزيوني «حلقة حول القمر» والذي تم تحويله بعد ذلك لفيلم «مشروع قاعدة القمر» والمعتمدة بشكل أساسي على قصة لروبرت ا. هينلين.
عُرِف فريسكو بتصميماته ذات الجودة العالية واستخدامه للتأثيرات الضوئية بالرغم من صِغَر ميزانية إنتاج أفلام الدرجة الثانية.
تم ترشيحه للمنتج روجر كورمان لفيلم الوحش ذو المليون عين. كماعمل فريسكو أيضاً كناصح تقني في صناعة الفيلم. خاصة في الفيلم الوثائقي «العين المكشوفة» وهو الأكثر شهرة للو ستومِن الذي حاز على جائزة الأوسكار في عام 1956.
حصل فريسكو على شهرة واسعة بلوس أنجلوس بعد ظهوره في عرض «أنت سألت من أجل ذلك» لآرت بيكر بالتليفزيون الوطني وتم تعريفه على أنه رجل الغد في بداية الخمسينات.
في عام 1955، غادر فريسكو كاليفورنيا بعد أن تم السيطرة على مختبره، لمرور بناء الطريق الذهبي السريع «غولدن ستيت».

## منتصف العمر

### الخدمة العلاجية، التصميم الصناعي
في ملاحقة انجذابه للظروف الإستوائية، توجه فريسكو إلى ميامي، بفلوريدا، حيث سكن في أحد القوارب لمدة قصيرة. وبدأ في ممارسة الجلسات العلاجية الخاصة. ذلك في الوقت الذي كانت جمعية علم النفس الأمريكية تضغط على ممارسي هذه الجلسات التخلي عنها نظراً لإفتقار أوراق الاعتماد. اعترض واختلف معهم فريسكو وتعرض للنقد لخدمته العلاجية. وأوضح أن السبب في ذلك هو عدم وجود علوم أكاديمية تعتمد هذه الطرق العلاجية وبالتالي فهي تفقد التأثير على ميامي بالرغم من وجود نتائج ملحوظة.
بدأ فريسكو في إعطاء محاضرات عامة في أواخر الخمسينات والستينات من القرن العشرين، وبدأ في علاجه الشعبي لمستقبل يتغير بسرعة ونقد الممارسات الثقافية والسياسية في تلك الحقبة.
قضى فريسكو الكثير من وقته بميامي محاولاً إظهار تصميمه الجديد لمدينة دائرية وحاول أن يبحث عن سبل تمويلية لبناءه. حاول أيضاً أن يصمم عربة من ثلاث عجلات ومتكونة فقط من 32 قطعة، وحاول البحث عن إيجاد تمويلاً لها أيضاً.

### مشروع أمريكانا

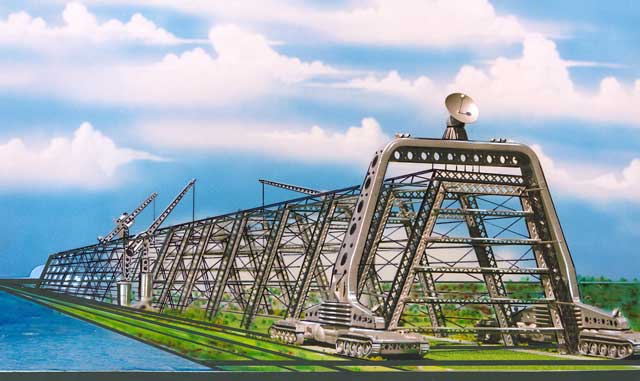
منشآت ذاتية التجهيز

منذ عام 1950 وحتى منتصف الستينات، وضع فريسكو كل إمكانياته في ما وصفه بمشروع «أمريكانا». وكانت الخطة تهدف لتغيير المجتمع الأمريكي خلال عشرة أعوام. لقد وضع تصور لمدينة دائرية، وتطبيق كامل لعمليات الأتمتة المتصلة مع بعضها بآلات ضخمة. كان هذا هو مفهوم «مدينة الفكر» لفريسكو في عصر الآلات. شملت خطته أيضاً طرقاً لمساعدة الدول الساعية عن طريق تنفيذ مصانع ذاتية التجهيز والتركيب والتي تستطيع بناء مراكز ثقافية وغيرها من مباني متعددة الأغراض. في عام 1962، توصلت قناة سي بي اس (CBS) لفريسكو وطلبت منه عقد مسلسل حول تطوير أفكاره وذلك بعد ظهوره على حلقتين متتاليتين على برنامج «البلدة» مع فيشر فريد.
ابتداءاً من عام 1960، قام محامي كاليفورنيا، جيرالد ف. بارون بتقديم فريسكو إلى هوبرت همفري واستمرت المراسلات بينهم حتى منتصف أعوام 1960. وكان القصد هو الحصول على مشروع دمج أمريكانا وتنفيذه من خلال همفري. وقد تقدم همفري في وقت لاحق ليكون نائباً للرئيس ليندون ب. جونسون في والذي قام بتنفيذ البرنامج الاجتماعي الجديد المعروف باسم «المجتمع العظيم».

### التطلع إلى الأمام
في عام 1969، كتبت كين كيز، كتاباً عن أفكار فريسكو، بعنوان التطلع إلى الأمام: الُمقدمات العقلانية-الإنسانية الثابتة،  وخصصت النصف الأول من الكتاب في تفصيل بعض الأسباب الكثيرة لمشاكل التفكير البشرية والسلوك والتغيرات التي سيتعين على البشر إدخالها في المستقبل. كما وصفت ثلاثة عناصر يُمكن استخدامها بشكل صحيح في تحليل المستقبل وهم: القيم الإنسانية، وطرق التفكير وأدواته، والتطورات التكنولوجية  حيث وصفت الثلاثة عناصر بأنهم مترابطين مثل مجموعة من التروس التي لا تعمل إلا مع بعضها البعض. وخصصت النصف الثاني من الكتاب إلى نظرة ضاربة في المستقبل تدور حول تجارب الشخصيات الخيالية مثل؛ سكوت هيلا وذلك في سعي وتتبع لمشاريعها في المجتمع المعرفي حيث الإشباع الفردي هو الشاغل الكلي المسيطر، في حين أن عمل الإنسان والممتلكات الشخصية لم تعد موجودة. وكان كتابها واحدا من أقرب المنشورات في الآثار المحتملة الاجتماعية للبنك المركزي لشبكة المعرفة (Corcen) المستخدمة لإحداث "أنسنة الإنسان، كآلة التعايش. حيث كان الكتاب يضارب فريسكو وكييس في اعتباراتهم الواسعة للإمكانيات التكنولوجية والاجتماعية، ويشار إليها بالخروج من هذا العالم. وقد وصف المجتمع تصور هذا التطلع من قِبل ويليام إي. ني كمفتاح وضمانة مثالية تستدعي لمقارنته بمدينة أفلاطون. وقد نُوْقِشَ ما به من تناقضات ومشاكل. هذا التطلع نجح في إيجاد الحلول من خلال الوسائل التكنولوجية، وفي المقام الأول من خلال وظيفة المركز (Concern).

### مؤسسة هندسة المجتمع
تطورت أفكار فريسكو لمشروع أمريكانا لتصل إلى ما وصفه بهندسة المجتمع أو "(بالإنجليزية: Sociocberneering)". وقد عرض فريسكو هذا المفهوم للطلاب في جامعة ميامي في عام 1970. ونظراً لظهوره على التلفزيون والإذاعة، والمحاضرات العامة، وحلقات التوك شو، استكمل فريسكو الفكرة وأصبح على استعداد لإنشاء مؤسسة.
سماها مؤسسة هندسة المجتمع، وكانت منظمة غير هادفة للربح تأسست في عام 1971 وكان فريسكو رئيسها. وكانت منظمة ذات عضوية غير سياسية وغير طائفية بعد. في ذروتها، بلغت 250 عضوا. العديد منهم أصبح تلاميذ ومشجعين لفريسكو. في كثير من الأحيان استضاف ومنح فريسكو محاضرات تعليمية في ميامي بيتش وفي منزله في كورال غابليس. مواضيع محاضراته تعلقت بالمجتمع، والتغير الاجتماعي، والعلوم، والتكنولوجيا، والهندسة، والهندسة المعمارية، والدين، وحسن التدبير، والنظريات، والأنثروبولوجيا، وعلم النفس، نظرية النظم، والتعليم، وغيرها من المواضيع. وبصرف النظر عن التعليم، عمل فريسكو مع أعضاء المنظمة لإنتاج تصاميم والأفلام والكتيبات المتعلقة بأهداف وغايات المؤسسة.
مصطلح هندسة المجتمع هو أيضا مفهوم ويُعرف بأنه "تطبيق أكثر الأشكال المتطورة من تكنولوجيا الحاسوب في إدارة الشؤون الإنسانية". وكان الهدف المعلن من هذه المؤسسة هو تطبيق "الأشكال الأكثر تطوراً في العلوم والتكنولوجيا في سبيل حل المشكلات" والنهج في إعادة هيكلة المجتمع من حيث الإنسانية، " ومكرسة لإيجاد الحلول العملية التي يمكن تطبيقها بسرعة إلى العديد من المشاكل التي تواجه المجتمع. كان التركيز الأساسي هو "تحقيق الحلول البديلة ومقرها في الحفاظ على التعاون والطاقة الدولية في جميع مجالات النشاط الاجتماعي، واستيعاب منهج النظم لتصميم المدن".
وبحلول الوقت أنهى فريسكو تصميم مدينته لتكون دائرية وقطرها ميل واحد مع أطواق متعاقبة متصلة شعاعيا «ممثلة لمتحدث للعجلة». وفي مركز النواة، في القبة، هناك حاسوب آلي عملاق يهدف إلى إدارة بيانات مركزية لنظام العمليات المتأتمتة في جميع أنحاء المدينة.
في أعوام السبعينات من حياة فريسكو، عمل على توسيع المؤسسة وإعطاء المحاضرات لعامة الناس في الجامعات  وظهر في الإذاعة والتلفزيون، مثلاً في برنامج يُعرض على جنوب ولاية فلوريدا وله شعبية مع لاري كينغ والمونتاج جو أربيل. اكتسب لاري كينغ جاك فريسكو وأظهره عدة مرات ببرنامجه مع أكاديميين ودعاة محليين، ومقترحات لمؤسسة هندسة المجتمع 
تقدمت المؤسسة لبناء مجتمع تجريبي والتي سيعيشون فيها ويتوسعوا. وكانت النتيجة حل جزئي لعضوية المؤسسة. تم التخلي عن هذا الاستثمار وتم إعادة بيع الأراضي. باع فريسكو منزله  واشترى أراض جديدة ريفية اسمها فينوس. على الأراضي الزراعية أقام فريسكو مركز لأبحاث هندسة المجتمع في عام 1980. مع مساعدة من الأعضاء المتبقين، أنشأ فريسكو إنشاء مبان إلى تصاميم حديثة مستقبلية. بعد نقل المؤسسة، أصبحت المؤسسة أقل نشاطاً وفي خلال أعوام الثمانينات، كرس فريسكو وقته للتصميم والدراسة مع روكسان ميدوز.

## ما بعد منتصف العمر
في عام 1994، أنشأ فريسكو صورة جديدة لمؤسسة هندسة المجتمع وأسماه مشروع فينوس. تراكم لدى فريسكو كمية كبيرة من التصميمات والنماذج التي يمكن أن تُمثِل الخطوط العريضة لأفكاره وكيفية تشغيلها، وقد استخدم فريسكو كل ذلك للدعاية وكسب الشهرة للمؤسسة. استمر فريسكو وميدوز في مواصلة الدعم للمشروع أعوام 1990 وعملوا لحسابهم الخاص من خلال اختراع،  الهندسة الصناعية، والنمذجة المعمارية التقليدية،  واستشارات الاختراع. وفي أثناء هذه العملية، نجحت بعض من تصميمات فريسكو المستقبلية في إلهام بعض شركات التطوير. وفي عام 2002، نشر فريسكو عمله الرئيسي في فيلم أفضل ما لا يمكن شراؤه بالمال. في عام 2006، أخرج وليام جازكي فيلما عن سيرة شبه ذاتية لفريسكو أسماه «المستقبل من خلال التصميم»،  وفي عام 2008، أظهر بيتر جوزيف فريسكو في فيلم جديد أسماه مضاف روح العصر حيث عرضت أفكاره عن المستقبل وحلوله للأزمات المجتمعية والبيئية. طور بيتر جوزيف بعد ذلك حركة روح العصر. وقسمه في مجموعتين في وقت لاحق ولكن لم يَعُدا متوافقين.
في عام 2010، حاول فريسكو وضع وتسجيل علامة تجارية تحمل اسم الاقتصاد القائم على الموارد  وجرى استعراض الجملة ووُجِد أنها عامة جداً ولا يمكن معايرتها أو تحديدها. نتيجة لذلك، تم حجب استخدامها.
طوال عام 2010، سافر فريسكو مع ميدوز في جولة حول العالم في استجابة لاهتمام متزايد في مشروع فينوس  ففي 15 يناير 2011، تحرك روح العصرفي المضي قُدماً وتم تقديمه في المسارح، وروج لأفكار فريسكو مرة أخرى. أعطي فريسكو المحاضرات وقام بعمل جولات في موقع مشروع فينوس  وبدأ في تمويل فيلم سينمائي رئيسي يُقدم التصور المستقبلي لمشروع فينوس. ففي نوفمبر 2011، تحدث فريسكو إلى المتظاهرين في موقع «احتلال ميامي» أمام مركز حكومة ميامي. وفي يونيو حزيران 2012، قام ماجابرج بفحص الفيلم، مستقبل الحب، في مهرجان أدنبرة السينمائي الدولي والذي ضم أعمال فريسكو وميدوز روكسان.

### مشروع فينوس
مشروع فينوس هو تتويج لعمل وحياة فريسكو. وهو بمثابة الأساس الذي يمثل رؤيته للمستقبل من دون الفقر والجريمة والحرب والفساد والنفايات. لقد تأسست في عام 1980 وأخذت اسمها المُستحدث في عام 1994. حيث يقع المشروع في وسط فلوريدا بالقرب من بحيرة أوكي تشوبي الغربية، أي حوالي خمسين ميلاً إلى الشمال الشرقي من فورت مايرز حيث تم بناءها على أكثر من 21.5 فدان، وهناك عشرة مباني من التي صممها فريسكو والتي تعتبر جزئياً كمركز لأبحاث فريسكو وروكسان ميدوزومركز تعليمي لمؤيدي المشروع. يقوم هذا المركز بإنتاج أفلام وأعمال أدبية وعلمية وشروح لمنظورهم للمستقبل لإقناع الكثيرين وتفعيل تلك الأفكار. الهدف النهائي هو تحسين المجتمع من خلال التحرك صوباً لتصميم عالمي للمجتمع والتكنولوجيا، ومستدام، ويكون اقتصاده قائم على الموارد.

## حياته الشخصية والعائلية

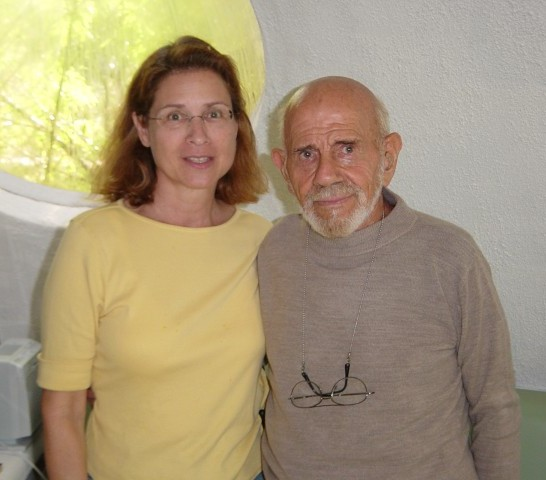
جاك فريسكو مع روكسان ميدوز

وُلِد جاك لمهاجرين من أوروبا، هما إسحاق ولينا فريسكو. وُلِد والده في عام 1880  وفي عام 1905م تقريباً هاجر من اسطنبول إلى نيويورك حيث كان يعمل في مجال البستنة. وتوفي في عام 1963. ولدت الأم في عام 1887  في القدس وهاجرت أيضاً إلى نيويورك عام 1904. توفيت في عام 1988. فريسكو كان شقيق لاثنين،  لأخت تُسمى فريدا، وأخ يُسمى داود.
تزوج فريسكو مرتين عندما كان بلوس انجلوس. ولدت زوجته الثانية باتريشيا ابن له اسمه، ريتشارد عام 1953. وفي عام 1956 ولدت له ابنة اسمها بامبي. ريتشارد كان جندياً بالجيش وتوفى في عام 1976. وبامبي توفت بالسرطان في 2010م. طلق فريسكو زوجته الثانية في عام 1957 ولم يتزوج بعد ذلك. توفى فريسكو في 17 مايو لعام 2017 بسيبرينغ، فلوريدا أثناء نومه نتيجة لعدة مشاكل صحية سببها مرض باركنسون وذلك عن عمر ناهز 101 عام.
قامت روكسان ميدوز بدعم فريسكو في مشاريعه كزميلة إدارية، وقد تابعت إدارة الكثير لمشروع فينوس.

## تأثيرات جاك فريسكو
يعزو تأثيرات فريسكو إلى جاك لوب، الذي أسس مفهوم ميكنة الحياة، وإدوارد بيلامي، الذي كتب كتاب مؤثرة للغاية، رجعيا، ثورستين فيبلين، والذين أثروا حركة حكومة الفنيين (التكنوقراط) وهوارد سكوت، الذي شاع ذكره؛ وألفريد كورزيبسكي، الذي انشأ علم الدلالة العامة؛ هـ.ج.ويلز، من بين آخرين.

## تقييم نقدي لجاك فريسكو
بعض الموضوعات لأفكار فريسكو تم مقارنتها لمفكرين من القرن التاسع عشر. فقد تم كتابة عناوين مثل الجنة في متناول جميع الرجال دون العمل من قبل قوى الطبيعة والآلات، والهجرة إلى العالم المداري الإستوائي لتحسين جميع فئات الشعب من جميع الأمم، والعالم الجديد أو النظام الميكانيكي من قِبَل جون أدوبلوس إتزلر الذي وُصِفَ كباحث مستقل، وآنا نوتارو، باعتبارها رائدة في وقت مبكر لأفكار فريسكو.
وبالمثل، فقد كان إبِنزِر هوارد وكتابه مدن الغد الخضراء، فضلا عن حركة جاردن سيتي في وقت مبكر من أعوام 1900، وصفها مورتن جرونبورج، من معهد كوبنهاغن للدراسات المستقبلية، كسلف آخر لفريسكو.

### آراء حول فريسكو
- وقد تمت مقارنة وجهة نظر فريسكو الحرجة للاقتصاد لمفهوم ثورستين فيبلين تحت مسمى «المرحلة المفترسة للتطور البشري»، ذلك وفقاُ لمقال في جريدة المجتمع والأعمال.[98] وقد وصف جرونبورغ جوانب أخرى من أيديولوجية فريسكو تحت عنوان «نهج تابولا راسا» أو فلسفة الصفحة البيضاء والتي تعني بأن الإنسان يكتسب إدراكه من التجربة دون وجود خلفية مسبقة للأشياء.
- وصف العالم المؤازر آرثر كولتر تصاميم مدينة فريسكو بأنها نظريات «عضوية» (أصلية) و«تطورية»، أكثر عن كونها ثورية. حيث يفترض كولتر بأنه تصايمه للمدن تنتهج فلسفة والتر كانون حول تحقيق التوازن المجتمعي.[99]
- وصف فريسكو شكلاً من أشكال الحكم بهذه الطريقة: «إن أهداف مشروع فينوس لا توازيها في التاريخ، لا مع الشيوعية، أو الإشتراكية، أو الفاشية، أو أي أيديولوجية سياسية أخرى. هذا صحيح لأن السبر الإلكتروني حديث المنشأ. ومع مثل هذا النظام، فإن نظام النفوذ والتحكم المالي لن يكون موجودًا بعد الآن.»[100]
- أثار عالم معهد ميزس النمساوي روبرت ميرفي مشكلة الحساب الاقتصادي ضد الاقتصاد القائم على الموارد. في اقتصاد قائم على الموارد، يعتقد روبرت ميوفي أنه لن تكون هناك قدرة على حساب مدى توافر الموارد واستصوابها بسبب عدم استخدام آلية السعر. تناولًا لهذا الجانب، يشير مقال آخر في المجلة الفصلية للاقتصاد النمساوي إلى أن مشكلة حساب «الخطط المركزية» تنطبق على أفكار فريسكو.

### أسئلة حول مدينته الفاضلة
ينص مشروع فينوس بموقعه على الإنترنت بأنه ليس خيالياً. " كما تدعم نيكولينا أولسن-رول، التي كتبت لمعهد كوبنهاغن للدراسات المستقبلية، هذه الفكرة؛
بالنسبة لمعظم الناس، يبدو وعد المشروع وكأنه يوتوبيا غير قابلة للتحقيق، ولكن إذا قمت بفحصها عن كثب، فهناك الكثير من الحجج المدروسة من الناحية العلمية التي تفتح عالمًا جديدًا من الاحتمالات والإمكانيات.
مورتن جرونبورج، وهو أيضاً من معهد كوبنهاغن للدراسات المستقبلية، يشير إلى أن رؤية مشروع فينوس للمجتمع المستقبلي تشترك في الكثير من الخصائص مع اليوتوبياوبالرغم من أن اليوتوبيا في اللغة اليونانية يعني المكان المثالي (بالإنجليزية: eutopia)، وهو مكان غير موجود بالواقع، إلا أنه ولكن وعلى كل حال هو بالضبط ما كرس فريسكو حياته لوصفه والكفاح من أجل الوصول إليه.

### تعليقات عن فريسكو
كتب هانز أولريش أوبريست أن مستقبل فريسكو، بالطبع قد أصبح عتيقًا، وكانت كتاباته عرضة لنقدها اللاذع من حيث النظام والتشبيه، ولكن مساهماته محفورة في نفس الشعب الأمريكي والعالم ومفاهيمه الصديقة للبيئة تواصل التأثير على جيلنا الحالي من المهندسين المعماريين المتقدمين، ومخططي المدن والمصممين.
استحوذت أعمال فريسكو على اهتمام المتحمسين للخيال العلمي وأبرزهم الناقد فورست أكرمان. بعد ذلك، اجتذب فريسكو رسامًا في ستار تريك، وهو دوغ دريكسلر، الذي عمل مع فريسكو لإنتاج العديد من تصاميم الكمبيوتر لإدراجها ضمن تصميماته.
وفي تعليقه على فريسكو، كتب الفيزيائي بول ج. هيويت أن فريسكو ألهمه نحو مهنة في العلوم الطبيعية.

### الجوائز
في يوليو 2016، حصل جاك فريسكو على جائزة مؤتمر قمة نوفوس لتصميم المدن والمجتمع. تلك القمة التي تدعمها إدارة الأمم المتحدة للشؤون الاقتصادية والاجتماعية (إدارة الأمم المتحدة للشؤون الاقتصادية والاجتماعية).

## أعماله
- مع كين كيز. التطلع للأمام. جنوب برنسويش، نيوجيرسي: أيه. إس بارنس (1969). ISBN:0-498-06752-1. OCLC:21606. مؤرشف من الأصل في 2022-04-26. اطلع عليه بتاريخ 2009-03-26.
- مدخل لعلم هندسة المجتمع. كتب ليدريفين. 1977. OCLC:6036204. مؤرشف من الأصل في 2020-11-29. اطلع عليه بتاريخ 2010-12-30.
- مشروع فينوس: إعادة تصميم الثقافة. Venus, Florida: جلوبال سايبر فيجنز. 1995. ISBN:0-9648806-0-1. OCLC:33896367. مؤرشف من الأصل في 2022-02-17. اطلع عليه بتاريخ 2010-12-30.
- الأفضل لا يمكن شراؤه بالمال: ما بعد السياسة والفقر والحرب. فينوس، فلوريدا: جلوبال سايبر فيجنز. 2002. ISBN:0-9648806-7-9. OCLC:49931422.
- تصميم المسقبل (PDF). فينوس، فلوريدا: The Venus Project, Inc. 2007. OCLC:568770383. مؤرشف من الأصل (PDF) في 2016-08-19. اطلع عليه بتاريخ 2011-01-09.

## وصلات خارجية
- جاك فريسكو على موقع IMDb (الإنجليزية)
- جاك فريسكو على موقع قاعدة بيانات الفيلم (الإنجليزية)
- جاك فريسكو على موقع كينوبويسك (الروسية)
- معلومات عن جاك فريسكو في 5 دقائق
- فيلم وثائقي لمشروع فينوس مع جاك فريسكو
- فيلم وثائقي لمشروع فينوس من إنتاج روكسان ميدوز
- لقاء جاك فريسكو وروكسان ميدوز في برنامج أون ذا إدج (أكتوبر 2009)
- لقاء مع جاك فريسكو، توثيق لمفهوم انهيار الاقتصاد
- حفل تكريم جاك فريسكو بقمة نوفوس، بالقاعة الرئيسية للأمم المتحدة